# Акулов, Эдуард Александрович
Эдуард Александрович Акулов (1938—2000) — советский, российский скульптор, художник монументального и монументально-декоративного искусства, заслуженный деятель искусств Республики Карелия (1998).

## Биография
Родился в семье рабочего Онежского тракторного завода, отец погиб в годы Великой Отечественной войны. В школьные годы занимался в кружке скульптуры Петрозаводского дворца пионеров.
С 1961 года, после окончания отделения скульптуры Ленинградского высшего художественно-промышленного училища им. В. Мухиной, работал в Петрозаводске.
В 1968 году принят в Союз художников СССР. В 1973 году удостоен Государственной премии Карельской АССР за создание мемориального комплекса «Братская могила и Могила Неизвестного Солдата с Вечным огнём Славы» на площади Ленина в Петрозаводске (в соавторстве со скульптором Людвигом Давидяном и архитекторами Эрнстом Воскресенским и Эдуардом Андреевым).
С 1963 года произведения Эдуарда Александровича представлялись на российских, всесоюзных и международных художественных выставках.

## Некоторые работы Эдуарда Акулова

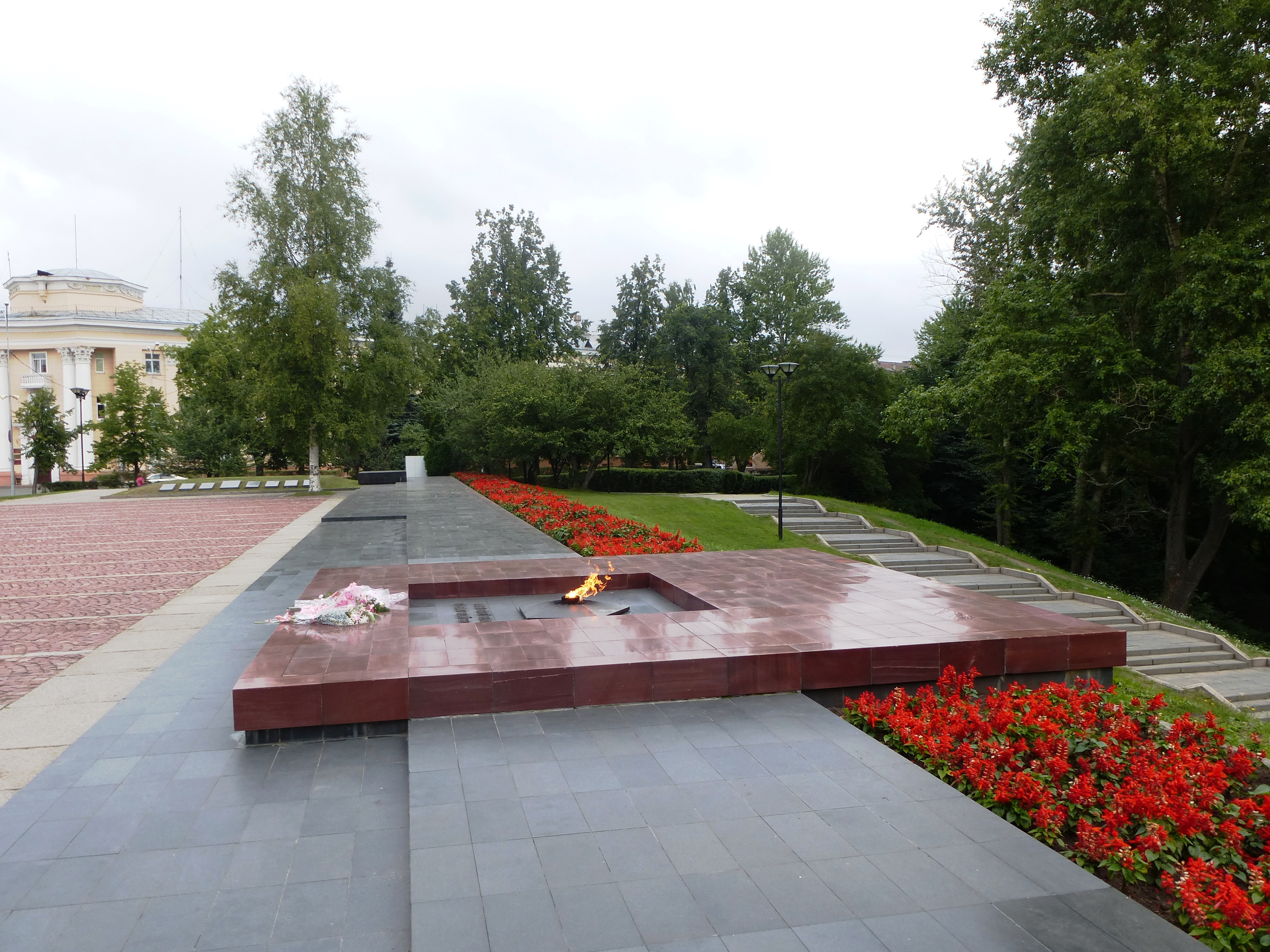
Мемориал «Могила Неизвестного Солдата»
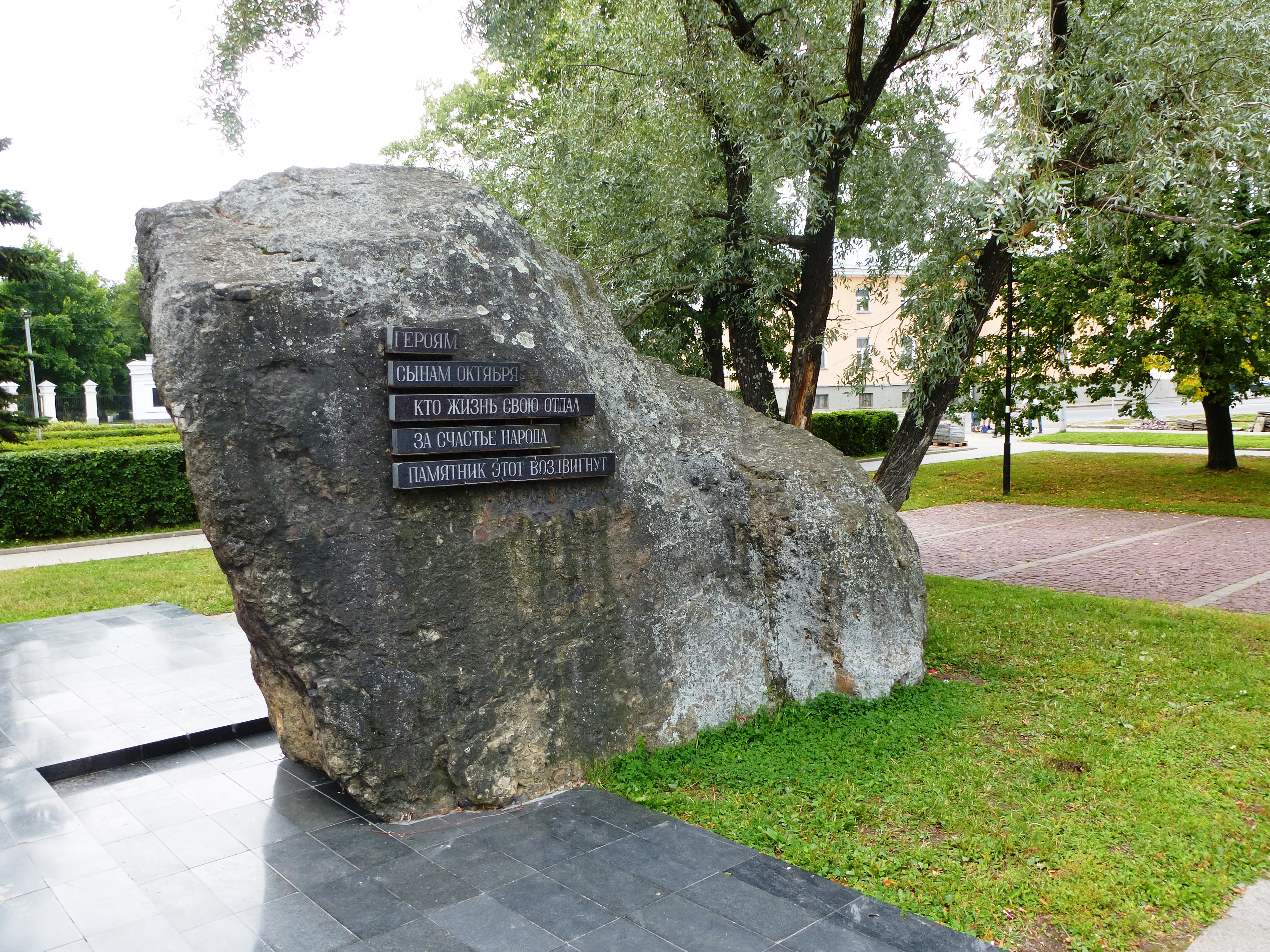
Фрагмент мемориала. Памятный камень
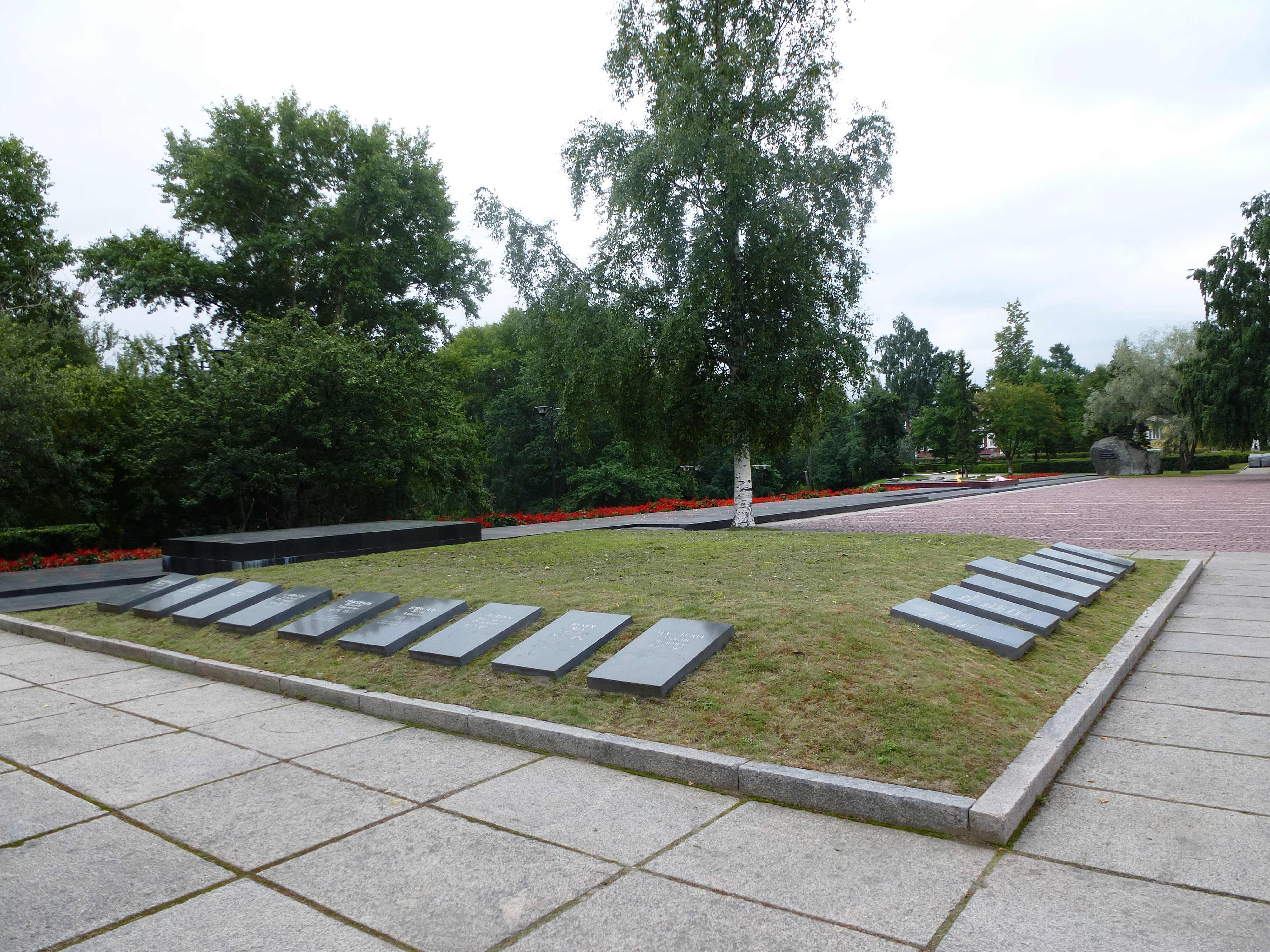
Фрагмент мемориала. Братская могила
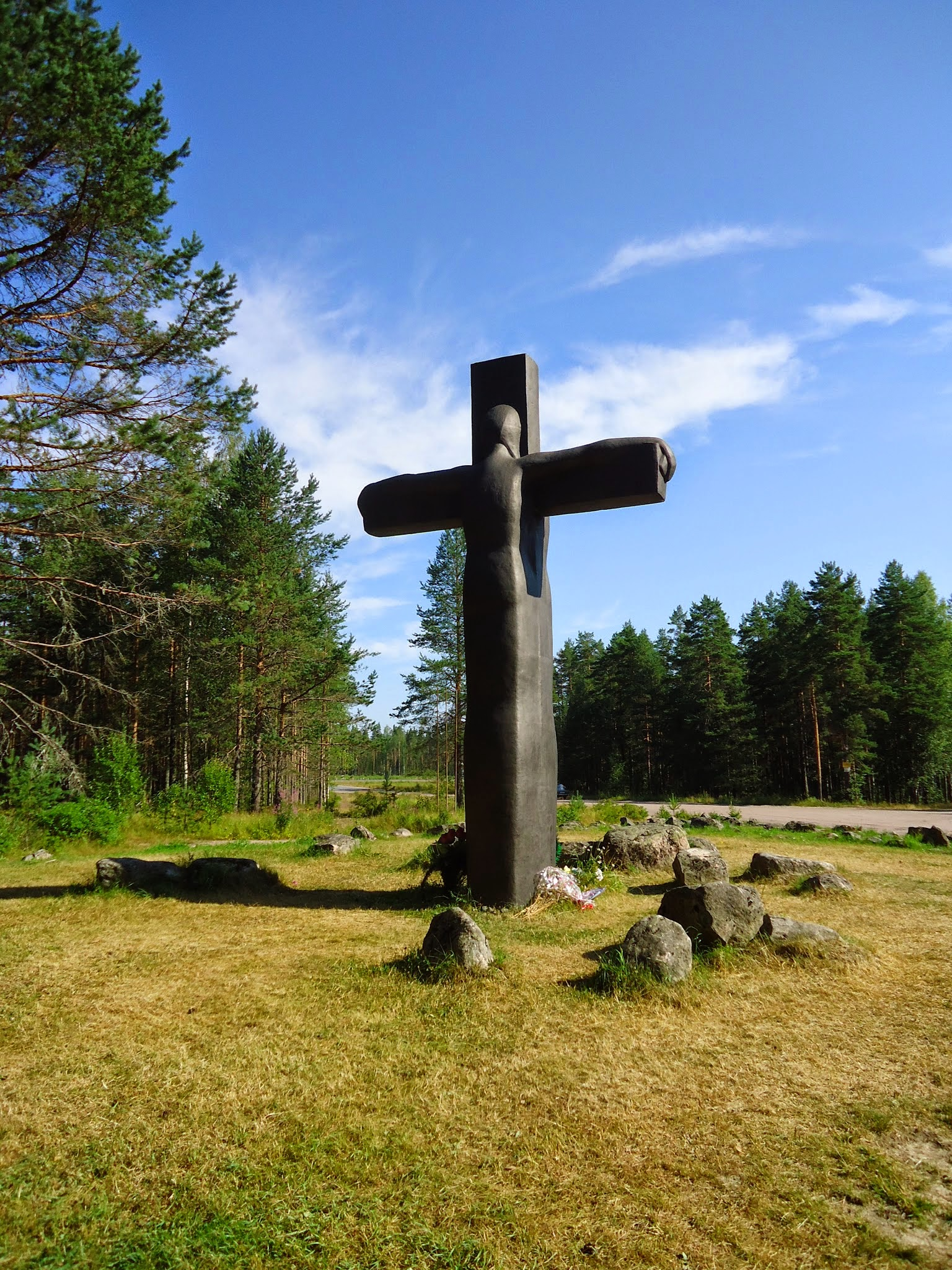
Крест скорби